# Bahnstrecke Linz (Rhein)–Flammersfeld
| Viadukt Kasbach |                                                         |                                                                  |                                        |
| Streckennummer: | 3033                                                    |                                                                  |                                        |
| Kursbuchstrecke (DB): | 12427, 251k (ab 1950), 194k (bis 1950), 166m (bis 1939) |                                                                  |                                        |
| Kursbuchstrecke: | 194k (1946) 166m (1939, 1934)                           |                                                                  |                                        |
| Streckenlänge: | 35,2 km                                                 |                                                                  |                                        |
| Spurweite: | 1435 mm (Normalspur)                                    |                                                                  |                                        |
| Maximale Neigung: | 57 ‰                                                    |                                                                  |                                        |
| |                                                         |                                                                  |                                        |
| \| \| \| rechte Rheinstrecke von Koblenz \| \| \| \| 0,0 \| Linz (Rhein) \| 59 m \| \| \| 0,3 \| Rechte Rheinstrecke nach Köln \| Rechte Rheinstrecke nach Köln \| \| \| \| Viadukt Kasbach \| \| \| \| \| Schmalspurbahn zum Steinbruch Naak \| \| \| \| 2,3 \| Kasbach (zuvor Bf) \| 95 m \| \| \| \| Zahnstange bis August 1931 \| \| \| \| \| \| \| \| \| 3,2 \| Kasbach Brauerei Steffens (ehemals Brauerei Steffens; seit 1999) \| 110 m \| \| \| \| \| \| \| \| \| Zahnstange bis August 1931 \| \| \| \| 8,9 \| Kalenborn (Westerw) \| 356 m \| \| \| 11,6 \| St. Katharinen (Notscheid) \| St. Katharinen (Notscheid) \| \| \| 14,1 \| Vettelschoß Zahnstange bis August 1931 \| Vettelschoß Zahnstange bis August 1931 \| \| \| 16,8 \| Elsaff (ab Okt. 1959 Hp) \| Elsaff (ab Okt. 1959 Hp) \| \| \| \| Projekt Wiedtalbahn durchgängig im Tal \| \| \| \| 19,8 \| Wiedmühle (bis Mitte 1960 Bf) \| Wiedmühle (bis Mitte 1960 Bf) \| \| \| \| A 3 \| \| \| \| \| Wiedtalbrücke (SFS Köln–Rhein/Main) \| \| \| \| 20,0 \| Neustädter Tunnel (125m) \| Neustädter Tunnel (125m) \| \| \| 21,7 \| Neustadt (Wied) \| Neustadt (Wied) \| \| \| \| Wied (3×) \| \| \| \| 25,4 \| Mettelshahn (1945–1950 als Endpunkt) \| Mettelshahn (1945–1950 als Endpunkt) \| \| \| \| Wied (2×) \| \| \| \| 26,0 \| Peterslahrer Tunnel (156m) \| Peterslahrer Tunnel (156m) \| \| \| \| Wied \| \| \| \| 27,2 \| Peterslahr \| Peterslahr \| \| \| \| Wied \| \| \| \| \| Projekt Wiedtalbahn über Horhausen \| \| \| \| 30,5 \| Oberlahr \| Oberlahr \| \| \| \| Wied (3×) \| \| \| \| \| von Siershahn \| \| \| \| \| Wied \| \| \| \| 35,2 \| Flammersfeld (Seelbach; bis 1945) \| Flammersfeld (Seelbach; bis 1945) \| \| \| \| nach Altenkirchen (Westerwald) \| \| |                                                         |                                                                  |                                        |
| |                                                         | rechte Rheinstrecke von Koblenz                                  |                                        |
| Bahnhof | 0,0                                                     | Linz (Rhein)                                                     | 59 m                                   |
| Abzweig geradeaus und nach links | 0,3                                                     | Rechte Rheinstrecke nach Köln                                    | Rechte Rheinstrecke nach Köln          |
| |                                                         | Viadukt Kasbach                                                  |                                        |
| Kreuzung geradeaus unten (Querstrecke außer Betrieb) |                                                         | Schmalspurbahn zum Steinbruch Naak                               | Schmalspurbahn zum Steinbruch Naak     |
| Haltepunkt / Haltestelle | 2,3                                                     | Kasbach (zuvor Bf)                                               | 95 m                                   |
| |                                                         | Zahnstange bis August 1931                                       |                                        |
| |                                                         |                                                                  |                                        |
| Haltepunkt / Haltestelle | 3,2                                                     | Kasbach Brauerei Steffens (ehemals Brauerei Steffens; seit 1999) | 110 m                                  |
| |                                                         |                                                                  |                                        |
| |                                                         | Zahnstange bis August 1931                                       |                                        |
| Kopfbahnhof Strecke ab hier außer Betrieb | 8,9                                                     | Kalenborn (Westerw)                                              | 356 m                                  |
| Spitzkehrbahnhof rechts (Strecke außer Betrieb) | 11,6                                                    | St. Katharinen (Notscheid)                                       | St. Katharinen (Notscheid)             |
| | 14,1                                                    | Vettelschoß Zahnstange bis August 1931                           | Vettelschoß Zahnstange bis August 1931 |
| | 16,8                                                    | Elsaff (ab Okt. 1959 Hp)                                         | Elsaff (ab Okt. 1959 Hp)               |
| Abzweig geradeaus und von rechts (Strecke außer Betrieb) |                                                         | Projekt Wiedtalbahn durchgängig im Tal                           | Projekt Wiedtalbahn durchgängig im Tal |
| Dienststation / Betriebs- oder Güterbahnhof (Strecke außer Betrieb) | 19,8                                                    | Wiedmühle (bis Mitte 1960 Bf)                                    | Wiedmühle (bis Mitte 1960 Bf)          |
| Strecke mit Straßenbrücke (Strecke außer Betrieb) |                                                         | A 3                                                              | A 3                                    |
| Kreuzung geradeaus unten (Strecke geradeaus außer Betrieb) |                                                         | Wiedtalbrücke (SFS Köln–Rhein/Main)                              | Wiedtalbrücke (SFS Köln–Rhein/Main)    |
| Tunnel (Strecke außer Betrieb) | 20,0                                                    | Neustädter Tunnel (125m)                                         | Neustädter Tunnel (125m)               |
| Bahnhof (Strecke außer Betrieb) | 21,7                                                    | Neustadt (Wied)                                                  | Neustadt (Wied)                        |
| Brücke über Wasserlauf (Strecke außer Betrieb) |                                                         | Wied (3×)                                                        | Wied (3×)                              |
| Haltepunkt / Haltestelle (Strecke außer Betrieb) | 25,4                                                    | Mettelshahn (1945–1950 als Endpunkt)                             | Mettelshahn (1945–1950 als Endpunkt)   |
| Brücke über Wasserlauf (Strecke außer Betrieb) |                                                         | Wied (2×)                                                        | Wied (2×)                              |
| Tunnel (Strecke außer Betrieb) | 26,0                                                    | Peterslahrer Tunnel (156m)                                       | Peterslahrer Tunnel (156m)             |
| Brücke über Wasserlauf (Strecke außer Betrieb) |                                                         | Wied                                                             | Wied                                   |
| Bahnhof (Strecke außer Betrieb) | 27,2                                                    | Peterslahr                                                       | Peterslahr                             |
| Brücke über Wasserlauf (Strecke außer Betrieb) |                                                         | Wied                                                             | Wied                                   |
| Abzweig geradeaus und von rechts (Strecke außer Betrieb) |                                                         | Projekt Wiedtalbahn über Horhausen                               | Projekt Wiedtalbahn über Horhausen     |
| Bahnhof (Strecke außer Betrieb) | 30,5                                                    | Oberlahr                                                         | Oberlahr                               |
| Brücke über Wasserlauf (Strecke außer Betrieb) |                                                         | Wied (3×)                                                        | Wied (3×)                              |
| Abzweig ehemals geradeaus und von rechts |                                                         | von Siershahn                                                    | von Siershahn                          |
| Brücke über Wasserlauf |                                                         | Wied                                                             | Wied                                   |
| ehemaliger Bahnhof | 35,2                                                    | Flammersfeld (Seelbach; bis 1945)                                | Flammersfeld (Seelbach; bis 1945)      |
| |                                                         | nach Altenkirchen (Westerwald)                                   |                                        |

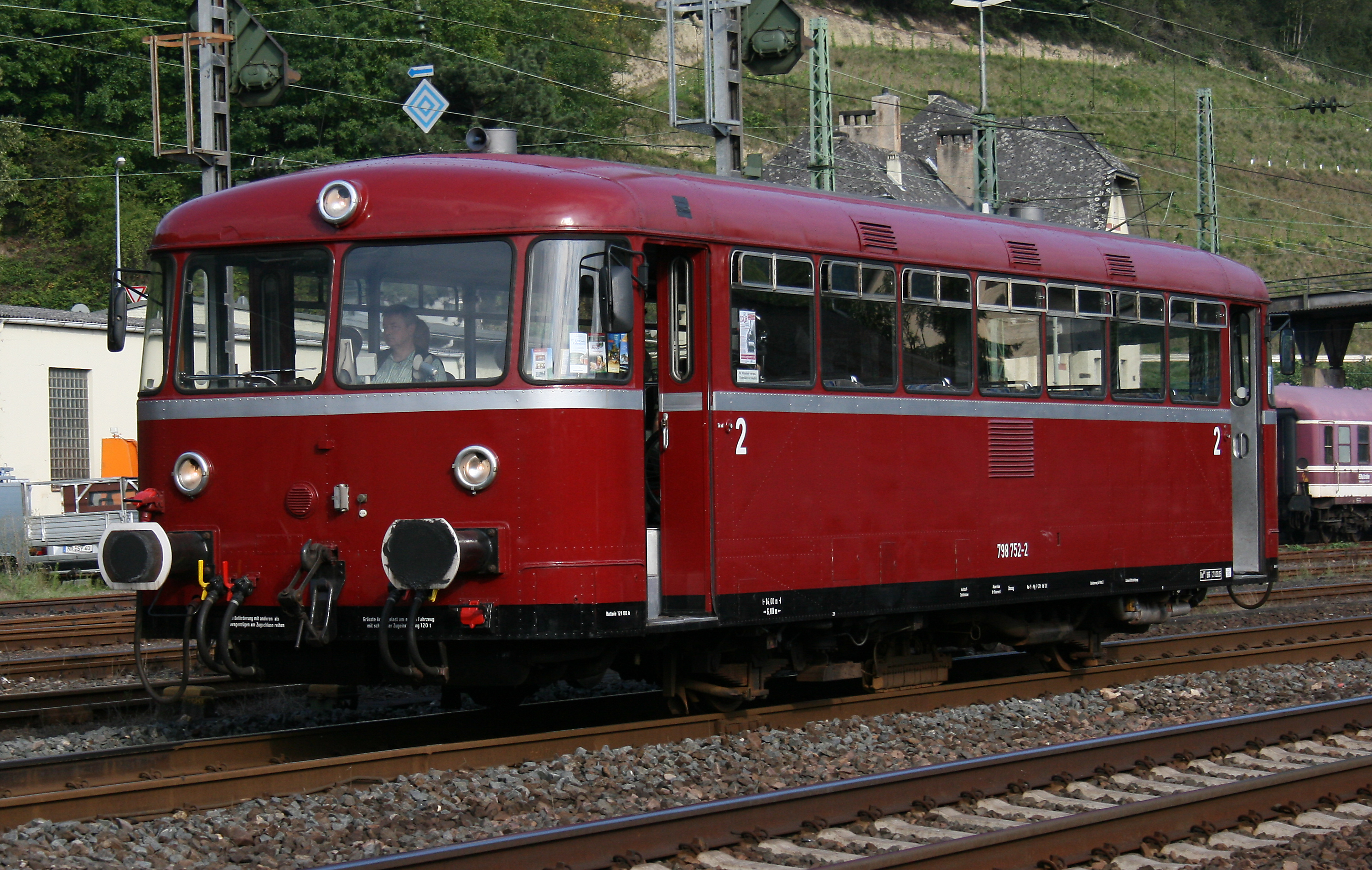
Uerdinger Schienenbus der Kasbachtalbahn im touristischen Verkehr bei Linz am Rhein

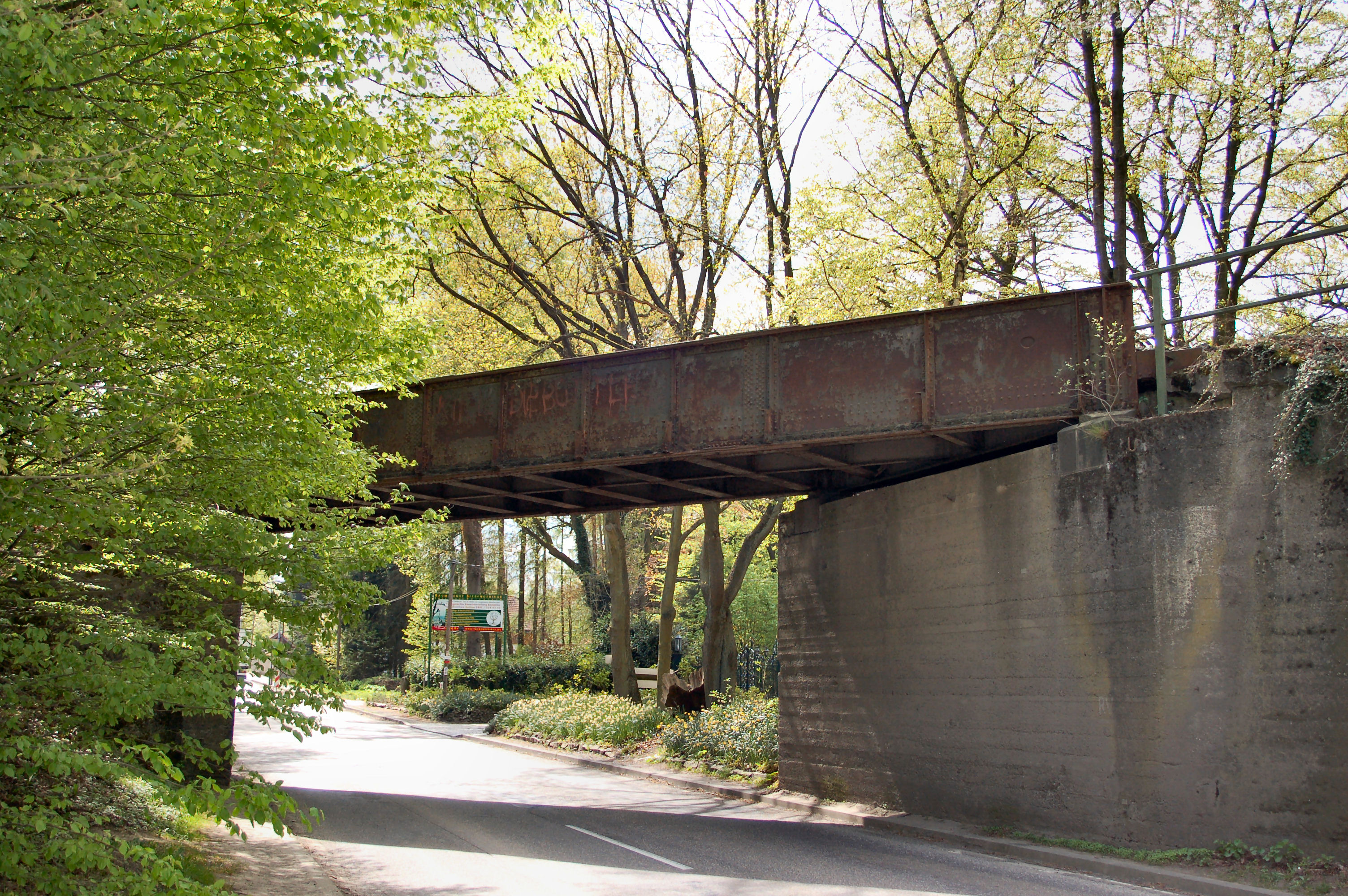
Brücke der Kasbachtalbahn bei Kalenborn/Reifstein

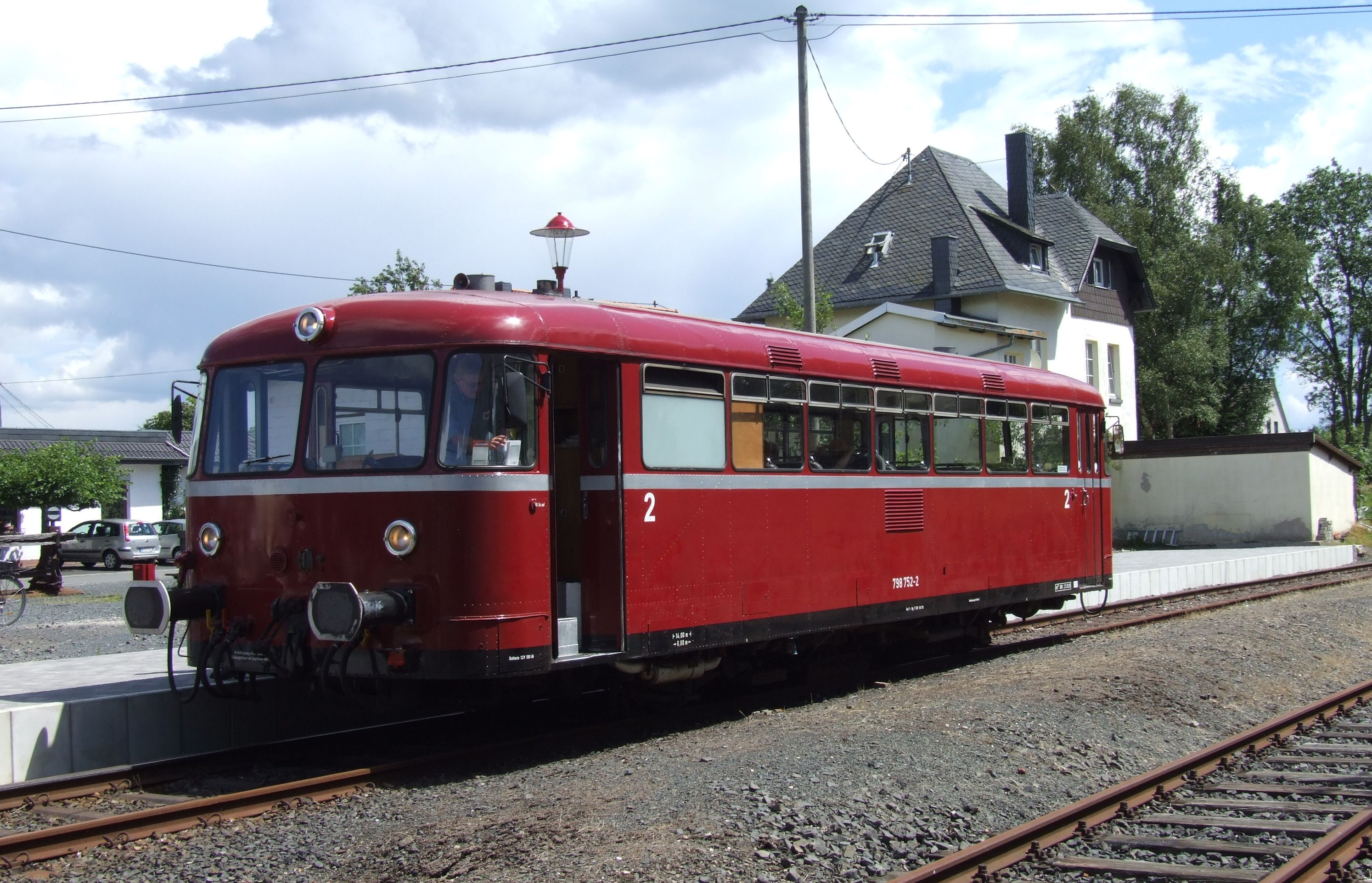
Uerdinger Schienenbus im Endbahnhof Kalenborn

Die Bahnstrecke Linz (Rhein)–Flammersfeld ist eine Nebenbahn in Rheinland-Pfalz, die ursprünglich Linz an der rechten Rheinstrecke mit Flammersfeld (Holzbachtalbahn) verband. Sie verlief ab Wiedmühle im Tal der Wied; von Linz am Rhein nach Kalenborn ist sie im Tal des Kasbaches trassiert und wird deshalb lokal als Kasbachtalbahn bezeichnet.
Seit dem 4. April 1999 wird auf dem 8,9 km langen Restabschnitt zwischen Linz und Kalenborn durch die Eifelbahn Verkehrsgesellschaft mbH (EVG) ein touristischer Verkehr mit Uerdinger Schienenbussen angeboten. Dieser findet an Wochenenden von März bis Dezember sowie mittwochs zwischen Mai und Oktober im Stundentakt statt.
Die Bahnstrecke ist eine der steilsten Strecken Deutschlands. Die größte Hangneigung beträgt 57 Promille, der Höhenunterschied beträgt zwischen Linz und Kalenborn rund 300 m.

## Geschichte

### Vorgeschichte bis 1912
Die Bemühungen um eine Eisenbahnverbindung vom Rhein in den Westerwald begannen bereits im Jahr 1876. Ein Vorschlag war, eine schmalspurige Bahn mit 1000 mm Spurweite (Meterspur) von Neuwied durch das Wiedtal nach Neustadt (Wied) zu bauen, um die in der Region „Neustadt – Flammersfeld“ gewonnenen Eisenerze den Eisenhütten in Neuwied und Sayn zuzuführen und um den aus den zahlreichen Steinbrüchen stammenden Basalt an die rechtsrheinische Bahnstrecke zu bringen. Darüber hinaus sollte die Bahn die allgemeine Wirtschaftsentwicklung der Region fördern und damit dem Wegzug der kleinbäuerlichen Bevölkerung entgegenwirken. Eine Weiterführung von Neustadt nach Asbach sollte dann eine Verbindung zur Bröltalbahn schaffen, die bereits 1892 als Schmalspurbahn fertig gestellt worden war und von Asbach nach Hennef (Sieg) führte.
Ein anderer Vorschlag war, eine möglichst kurze Streckenführung von Linz am Rhein in das Wiedtal zu haben, um so auch Basalt an den Rhein zu bringen. Auch im oberen Wiedtal bestand ein Interesse an einem Anschluss an die Preußischen Staatseisenbahnen. Die im Jahr 1888 gegründete Basalt AG in Linz erklärte 1902 gegenüber der Königlichen Eisenbahndirektion Köln, dass sie aus ihren Steinbrüchen auf der Linzer Höhe jährlich 150.000 t mit der Bahn befördern wolle. Der Bau der Strecke von Linz mit Anschluss an die rechtsrheinische Bahn über Neustadt nach Seifen mit Anschluss an die Holzbachtalbahn als normalspurige und eingleisige Bahn wurde am 6. Juli 1905 genehmigt. Im April 1909 begannen die Bauarbeiten und am 1. Oktober 1912 wurde die Strecke eröffnet. Die Baukosten betrugen 7,5 Millionen Mark; einen großen Teil davon mussten die an der Strecke liegenden Gemeinden aufbringen.

### Zahnradbahn
Die großen Steigungen von bis zu 57 ‰ in den Streckenabschnitten zwischen Kasbach und Kalenborn (Höhenunterschied etwa 300 m) sowie zwischen Elsaff und Vettelschoß (Höhenunterschied etwa 200 m) machten auf Teilstrecken einen Zahnstangenbetrieb erforderlich. Auf der Strecke nach Kalenborn waren zwei Zahnradbahn-Abschnitte mit zusammen 5.080 m, nach Vettelschoß ebenfalls zwei Abschnitte mit 3.620 m. Auf den beiden Steilstrecken mussten die Lokomotiven am talseitigen Zugende fahren, deswegen war der Bahnhof Lorscheid (heute Ortsteil von St. Katharinen) als Kopfbahnhof ausgelegt. Die aus Richtung Flammersfeld kommenden Güterzüge mussten in Wiedmühle auf Zuglasten von 120 bis 150 t geteilt werden.
Zum Einsatz kamen zunächst Zahnraddampflokomotiven der Bauart T 26. Insgesamt waren auf der Strecke 13 Lokomotiven unterwegs. Der Zahnstangenbetrieb wurde im August 1931 eingestellt, nachdem bereits ab 1924 Lokomotiven der Baureihe 94 mit Gegendruckbremse fuhren.

### Unfall im Jahr 1916
Am 30. Dezember 1916 ereignete sich im Elsafftal ein Unfall, bei dem drei Menschen starben. Schwere Regenfälle hatten den Bahndamm bei Elsaff an mehreren Stellen beschädigt. Schon am Vortag wurde ein besonderer Wachdienst eingerichtet; die Züge durften nur mit verminderter Geschwindigkeit fahren. Wegen der zunehmenden Dammbeschädigung konnte der letzte Personenzug ab Linz unterhalb des Bahnhofs Elsaff (bei Wöllsreg) die Fahrt nach Altenkirchen nicht fortsetzen. Ein Zug aus Richtung Altenkirchen nahm die umsteigenden Passagiere auf. Der Linzer Zug fuhr ohne Reisende nach Elsaff zurück, dort wurden die Personenwagen abgekuppelt, die Lokomotive sollte alleine nach Linz fahren. Sie stürzte dabei zwischen Elsaff und Vettelschoß etwa 8 Meter tief ab. Die Regenmassen hatten an der Stelle das Gleisbett auf einer Strecke von 20 bis 30 Meter unterspült.

### Nach 1945

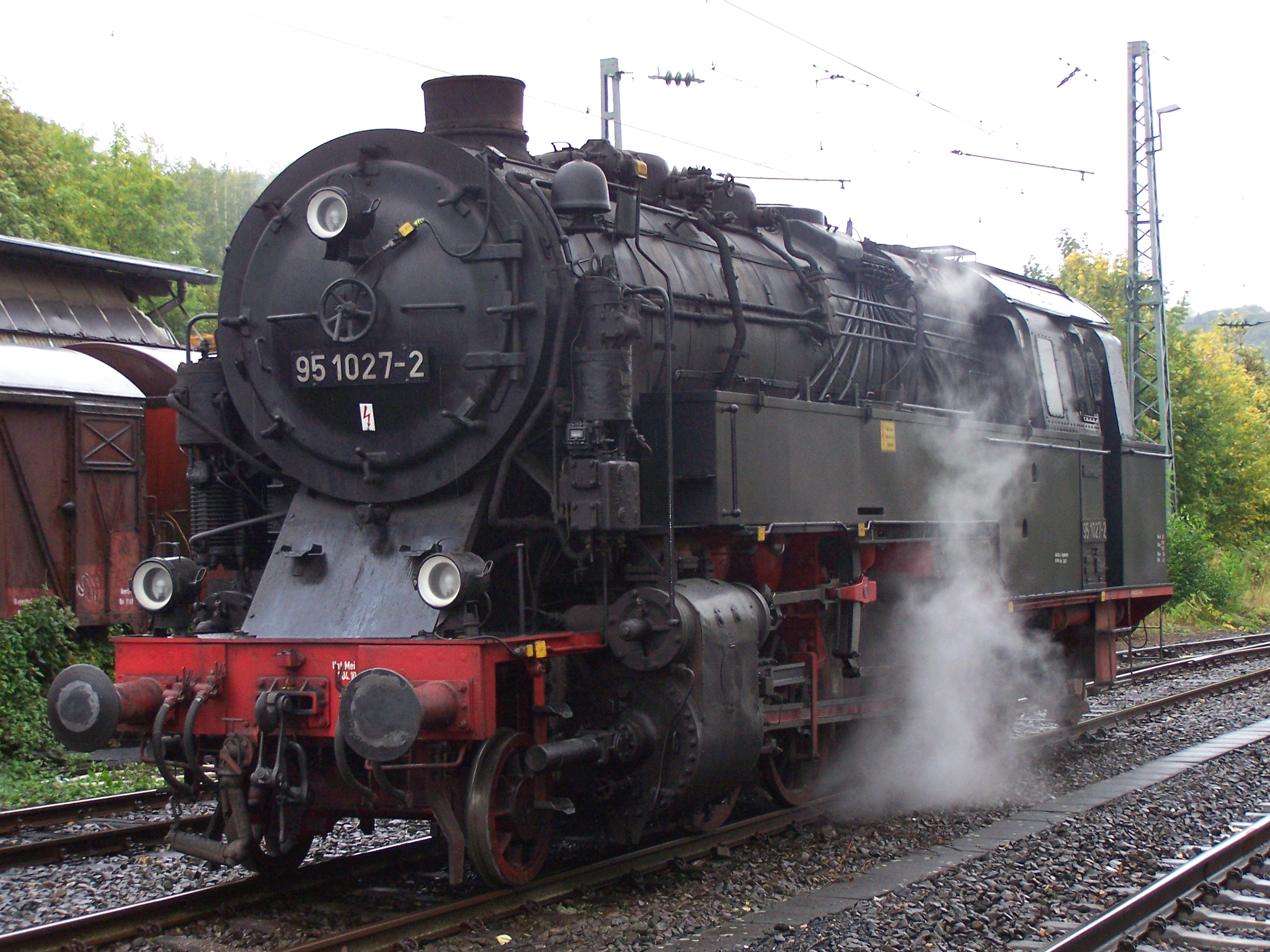
95 027 beim Rangieren während der Veranstaltung 100 Jahre Kasbachtalbahn im Oktober 2012 im Bahnhof Linz

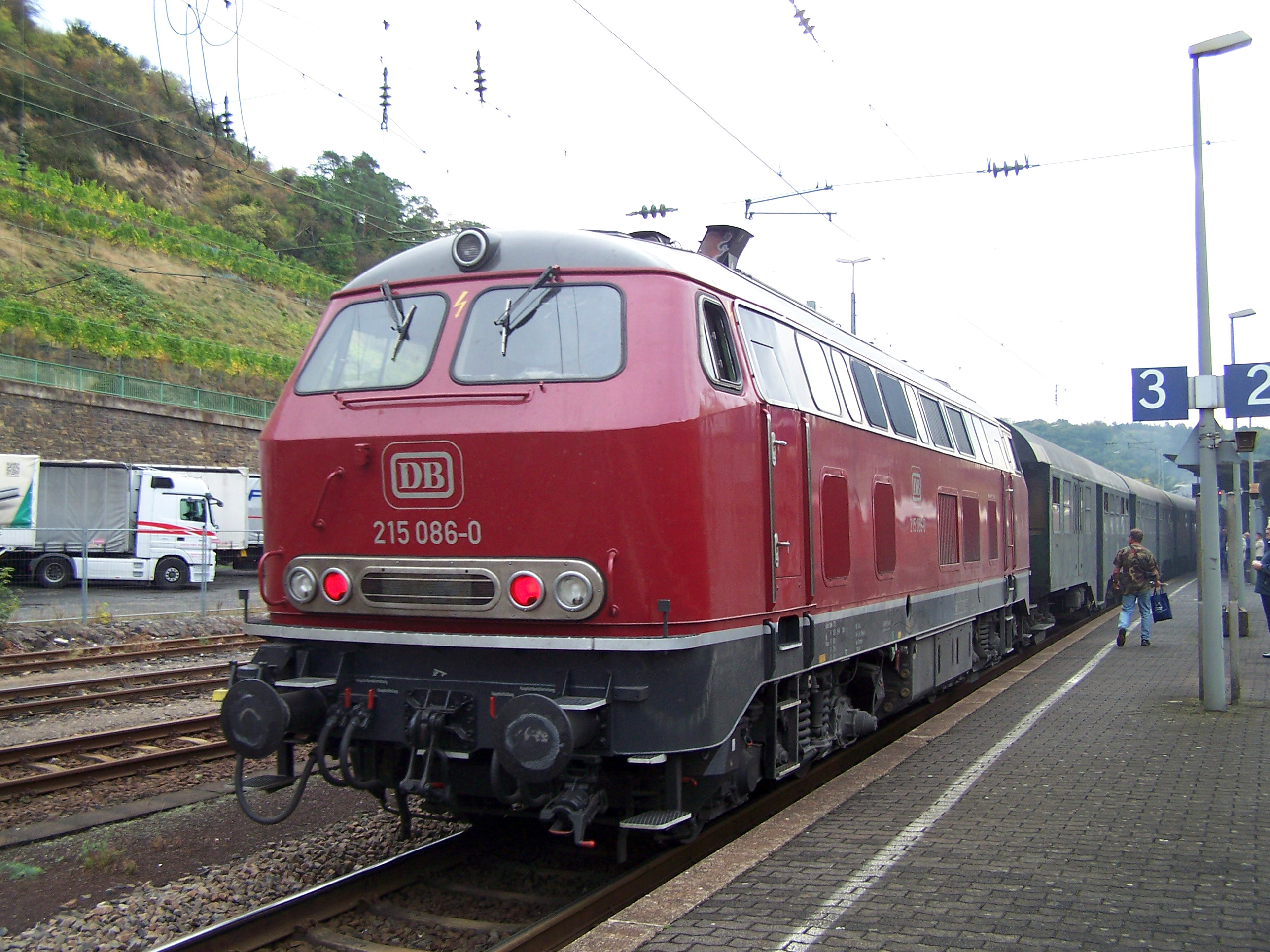
215 086 mit Umbau-Wagen, Bauart 4yg während der Veranstaltung 100 Jahre Kasbachtalbahn im Oktober 2012 im Bahnhof Linz

Aufgrund der Kriegsereignisse musste am 11. März 1945 der Betrieb eingestellt werden. Nach Instandsetzungsarbeiten konnten am 13. März 1945 die Züge ab Linz wieder bis Mittelelsaff und ab dem 8. Oktober 1945 wieder bis Mettelshahn (heute Ortsteil von Neustadt) verkehren, wo zwischen Neustadt und Peterslahr ein provisorischer Endpunkt eingerichtet wurde.
Am 14. Mai 1950 wurde der gesamte Betrieb auf dem Abschnitt Neustadt–Mettelshahn eingestellt und der Betrieb 1951 zwischen Linz und Neustadt (Wied) auf vereinfachten Nebenbahnbetrieb umgestellt, das Personal abgezogen. Die Bahnmeisterei in Neustadt (Wied) wurde zum 31. August 1952 aufgelöst.
Später – so im Sommerfahrplan 1957 – wurde werktags nur noch ein Zugpaar auf der Relation Linz–Neustadt eingesetzt. Im gleichen Jahr wurde der seit dem Krieg verkehrslose Abschnitt Neustadt (Wied)–Flammersfeld auch offiziell aufgegeben und stillgelegt. Zum 4. Oktober 1959 wurde der Bahnhof Elsaff zu einem Haltepunkt herabgestuft. Zum 29. Mai 1960 wurde der Personenverkehr auf der noch betriebenen Reststrecke völlig eingestellt, der noch bis zum 25. September 1966 durchgeführte Güterverkehr erreichte nur noch Kalenborn. Der Abschnitt zwischen Kalenborn und Wiedmühle war ab dem 1. Januar 1961 ohne Verkehr und der Betrieb wurde dort zum 25. September 1966 dauerhaft eingestellt. Als Massengut verblieb bis zum 17. Mai 1995 der Transport von Schmelzbasalt.
2023 gab es wieder Güterverkehr zur Abfuhr von Holz zwischen Kalenborn und Linz.

#### Fahrzeugeinsatz
Ab Juni 1966 schoben die steilstreckentauglichen Dampfloks der Baureihe 82 die Güterzüge zum Bahnhof Kalenborn hinauf. Zeitgleich begann die Umstellung auf die für Steilstrecken ausgerüsteten Dieselloks der Baureihe V 100, die Ende 1968 abgeschlossen war.

## Touristischer Verkehr (seit 1998)
Nachdem die Deutsche Bahn AG die Reststrecke Linz–Kalenborn im Jahre 1997 stillgelegt hatte, übernahm 1998 die private Eifelbahn Verkehrsgesellschaft die Infrastruktur von der DB AG.
Am 4. April 1999 wurde der touristische Verkehr mit einem steilstreckentauglichen historischen Uerdinger Schienenbus (Baureihe 798) unter dem Namen „Drachenland-Express“ wieder aufgenommen, dieser kurz darauf jedoch in „Kasbachtalbahn“ umbenannt. Die Fahrzeuge aus den 1950er Jahren fahren ausschließlich an Wochenenden und Feiertagen von Karfreitag bis zum 4. Advent (Stundentakt) sowie mittwochs in den Sommerferien von Nordrhein-Westfalen und Rheinland-Pfalz (Zweistundentakt).
Gelegentlich werden auch Sonderfahrten mit Dampflokomotiven durchgeführt. Am 3., 6. und 7. Oktober 2012 kam im Rahmen der Veranstaltung 100 Jahre Kasbachtalbahn ein Sonderzug mit der stärksten noch betriebsfähigen Tenderlokomotive der Welt 95 027 als Schiebelokomotive (bei der Bergfahrt) und der Diesellokomotive 215 086 mit Umbau-Wagen, Bauart 4yg zum Einsatz. Einzelne Fahrten wurden mit einem verkürzten Zug und nur der 215 086 als Schiebelokomotive durchgeführt.
Bei der Aufnahme des touristischen Verkehrs wurde der Haltepunkt „Brauerei Steffens“ neu eingerichtet.

## Planungen
Der Zweckverband SPNV Nord lässt 2024 eine Nutzen-Kosten-Untersuchung zur Reaktivierung der Kasbachtalbahn durchführen.

## Relikte
Vom nicht mehr betrieblich genutzten Abschnitt sind insbesondere im Wiedtal noch einzelne Brücken- und Tunnelbauwerke erhalten, wie der Bahntunnel in Peterslahr, welcher frei begehbar und mit Beleuchtung ausgestattet ist. Die Gleise sind jedoch heute größtenteils abgebaut. Die Bahnhöfe werden heute privat genutzt.

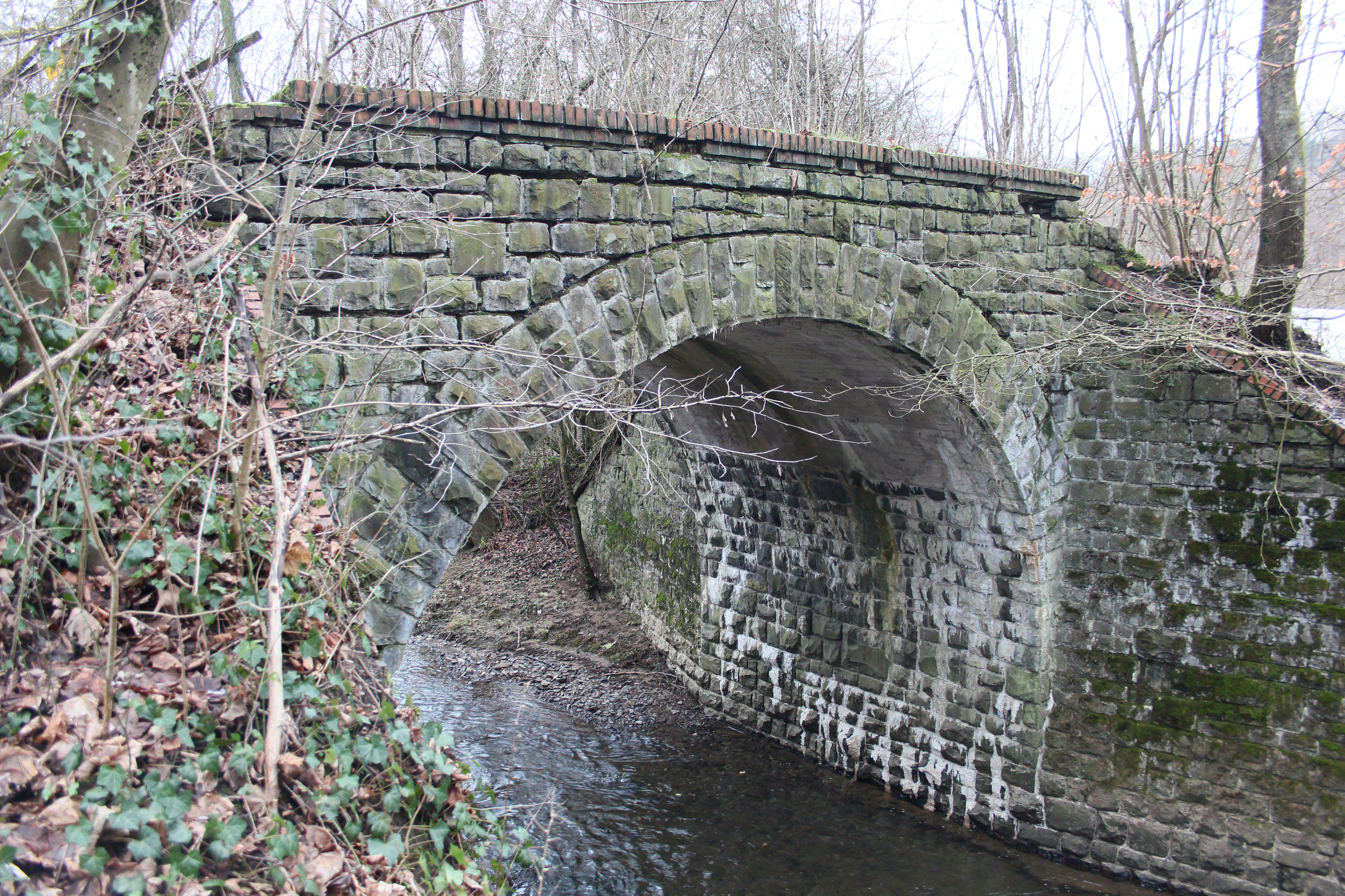
Wiedmühle
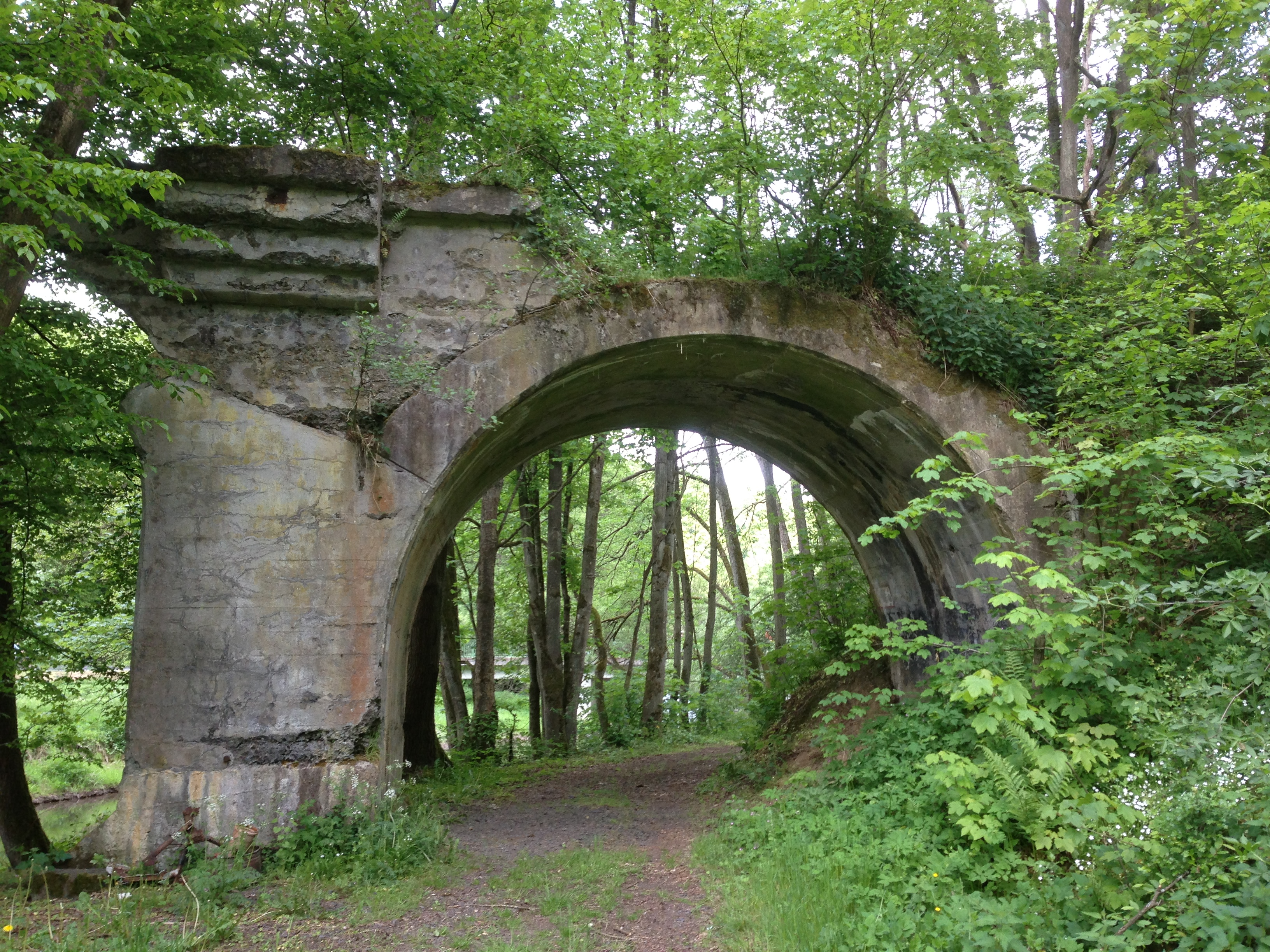
Peterslahr
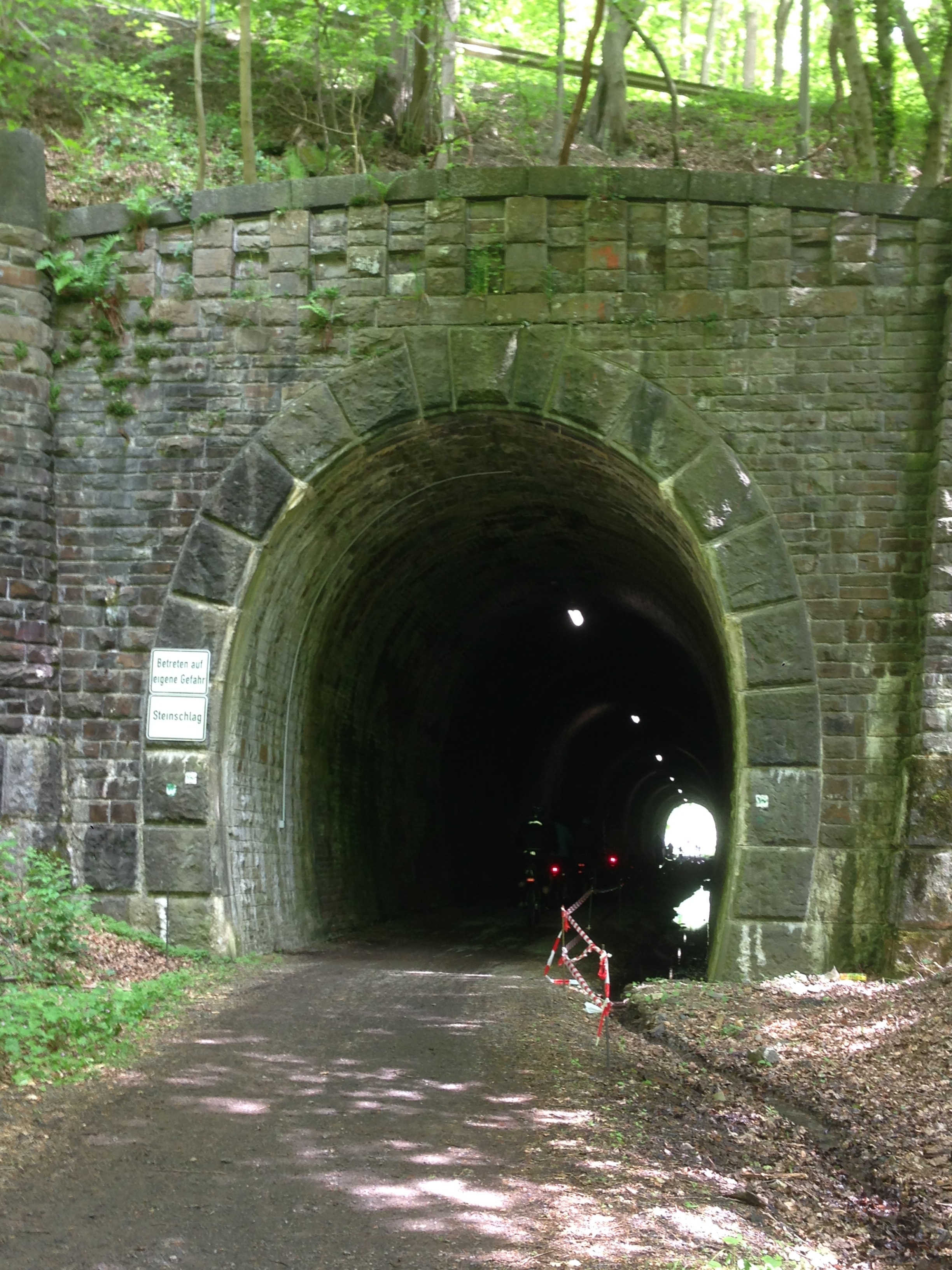
Tunnel Peterslahr 2015